# Нахлебник (фильм)
«Нахлебник» — советский художественный фильм-спектакль 1953 года. Драма.
Режиссёры — Борис Лифанов, Владимир Басов, Мстислав Корчагин. Первая режиссёрская работа Владимира Басова.
Экранизация одноименной пьесы И. С. Тургенева.

## Сюжет
Из Петербурга после долгого пребывания в столице в свое имение возвращается чета Елецких. В их доме, нахлебником, живёт пожилой обедневший дворянин Кузовкин. Молодые хозяева и их соседи — помещики, от безделья провинциальной жизни начинают потешаться над стариком, унижать его человеческое достоинство.
Кузовкин, оскорблённый таким обращением, во всеуслышание объявляет, что он отец хозяйки имения. Его изгоняют.

## История создания
Фильм стал режиссёрским дебютом Владимира Басова. Он работал над фильмом совместно с Мстиславом Корчагиным. Свой, комсомольца 1950-х годов, интерес к тургеневским героям объяснял современностью звучания для него проблемы личного выбора между правдой и ложью, совестью и бесчестьем. Тургеневский герой поступил по совести, явив образ совестливого человека.

## В ролях
- Борис Чирков — Василий Семенович Кузовкин
- Римма Шорохова — Мария
- Сергей Курилов — Павел Николаевич Елецкий
- Мария Виноградова — Васька казачок
- Лидия Драновская — Ольга Петровна Елецкая / помещица
- Павел Шпрингфельд — Флегонт Александрович Тропачёв
- Сергей Комаров — Иван Кузьмич Иванов, друг Кузовкина
- Александра Денисова — Прасковья Ивановна, кастелянша
- Георгий Георгиу — Нарцыс Константинович Трембинский, дворецкий